# Ya Boy
Ya Boy, właściwie William Joseph Crawford (ur. 28 stycznia 1984 w Daly City) – amerykański raper.
Uczęszczał do El Camino High School w południowym San Francisco. Jego kuzynem jest inny raper, San Quinn.
W 2005 wydał swój debiutancki album Rookie Of The Year współpracując z takimi artystami jak Snoop Dogg, E-40 czy Rick Ross.

## Dyskografia

### Albumy solowe
- 2005: Rookie Of The Year
- 2011: Kalifornia Konvict[2]

### Mixtape'y
- 2005: The Future of the Franchise
- 2006: Ya Boy Radio: Part 1
- 2006: Chapter 1: The Rise
- 2007: The Fix
- 2007: Optimus Rime
- 2007: The Prince of the Bay
- 2008: I'm 'Bout to Murdah This Shit
- 2008: The Bay Area Bully
- 2009: Kush 2009
- 2009: Mohawks & Heavy Metal
- 2010: The Fix 2